# Alles außer Waffen

Am wenigsten entwickelte Länder

Alles Außer Waffen (englisch Everything But Arms, EBA) ist ein präferenzielles Handelsabkommen (Handelspräferenz) zwischen der Europäischen Union und den 46 weltweit am wenigsten entwickelten Ländern.
Das Abkommen wurde am 26. Februar 2001 beschlossen. Zweck dieser Initiative ist es, den 49 ärmsten Ländern der Welt einen zoll- und quotenfreien Zugang zum europäischen Markt zu gewähren. Von dieser Regelung ausgenommen sind Rüstungsgüter. Für einige landwirtschaftliche Produkte, wie Zucker, Reis und Bananen wurden Übergangsfristen beschlossen. Diese endeten bei Bananen am 1. Januar 2006, bei Zucker am 1. Juli 2009 und bei Reis am 1. Oktober 2009.
Die Liste der begünstigten Länder enthält derzeit 33 afrikanische, zehn asiatische, fünf pazifische und einen karibischen Staat.